# Science Adventure
Science Adventure (科学アドベンチャー, Kagaku Adobenchā), abrégé en SciADV, est une série de jeux vidéo de visual novels de science-fiction développés par 5pb. (aujourd'hui Mages), Nitroplus et Chiyomaru Studio . La première entrée de la série, Chaos;Head, est sortie en 2008, et est suivie de Steins;Gate, Robotics;Notes, Chaos;Child, Steins;Gate 0 et Robotics;Notes DaSH, et le jeu Steins;???. La série comprend également les deux jeux Science Visual Novel  Occultic;Nine et Anonymous;Code, six jeux dérivés basés sur Chaos;Head, Steins;Gate, and Chaos;Child, et des produits d'autres médias ; des animes, des mangas, des light novels, des drames audio et des pièces de théâtre.
Les principaux jeux et leurs spin-offs se déroulent tous dans le même univers fictif. Chaos;Head et Chaos;Child se concentre sur les individus dotés de pouvoirs de modification de la réalité, tandis que les jeux Steins;Gate se concentrent sur le voyage dans le temps. Le joueur peut influencer le cours de l'histoire en faisant certains choix : dans Chaos;Head et Chaos;Child, cela se fait en choisissant le type de délusions que les personnages du joueur éprouvent. Les choix dans les jeux Steins;Gate et Robotics;Notes sont effectuées via des messages définis par le joueur via un téléphone portable et une tablette (en jeu), respectivement.
La série est planifiée par Chiyomaru Shikura, PDG de 5pb., les musiques sont composées par Takeshi Abo et Zizz Studio, les histoires sont écrites par Naotaka Hayashi ainsi que d'autres écrivains, et présente des dessins de personnages d'artistes tels que Mutsumi Sasaki, Huke et Tomonori Fukuda. Les développeurs voulaient que la série se passe dans la réalité car Shikura estimait que cela la rendait crédible et à laquelle on peut se s'identifier facilement. La série a connu un succès commercial et critique au Japon et à l'étranger, se vendant plus que prévu pour le genre et aidant à établir 5pb. en tant que développeur de jeux.

## Titres
La série Science Adventure se compose de six jeux de base,, avec un septième en développement et six jeux dérivés : un basé sur Chaos;Head, quatre basés sur Steins;Gate, et un basé sur Chaos;Child. Deux jeux supplémentaires - l'adaptation en jeu vidéo de la série de light novels Occultic;Nine et Anonymous;Code - font partie d'une série appelée en interne Science Visual Novel, qui a été initialement annoncée comme distincte de Science Adventure, mais qui a depuis été incorporée dans la série avec Occultic;Nine étant mis à jour avec un nouveau contenu d'histoire les liant ensemble,,,. Certains des jeux ont reçu des éditions mises à jour avec du contenu ajouté et il existe des compilations rassemblant plusieurs jeux, tels que Chaos;Head Dual (qui contient à la fois Chaos;Head et Chaos;Head NoAH) et Steins;Gate: Divergencies Assort (qui contient à la fois Steins;Gate 0, Steins;Gate: My Darling's Embrace et Steins;Gate: Linear Bounded Phenogram).
La série est publiée par 5pb. et Nitroplus au Japon, et par JAST USA, PQube, 5pb. et Spike Chunsoft à l'international. Steins;Gate, Steins;Gate 0, Chaos;Child, Steins;Gate Elite, Steins;Gate: Linear Bounded Phenogram, 8-bit ADV Steins;Gate, Steins;Gate: My Darling's Embrace, Robotics;Notes et Robotics;Notes Dash ont été publiés officiellement en anglais,,,,,.

### Principaux jeux
- Chaos;Head est la première entrée de la série. Il a été initialement publié pour Microsoft Windows en 2008[14] ; une version mise à jour, Chaos;Head Noah, est sortie pour Xbox 360 en 2009[24], et est plus tard portée sur PSP[25], iOS[26], Android[27], PlayStation 3[28] et PlayStation Vita[12]. Le jeu suit Takumi, un hikikomori qui commence à avoir des délusions après avoir été témoin d'un meurtre, et est soupçonné par la police pour la série de meurtres désormais appelée « New Generation Madness »[2],[29].
- Steins;Gate est la deuxième entrée de la série. Il a été initialement publié pour Xbox 360 en 2009, et plus tard porté sur Microsoft Windows[30], PSP[31], iOS[32], PlayStation 3[33], PlayStation Vita[34] et PlayStation 4[35]. Une version mise à jour, Steins;Gate Elite, a été publiée pour PlayStation 4, PlayStation Vita et Nintendo Switch en 2018, puis portée sur Microsoft Windows et iOS[21],[5],[36]. Le jeu suit Okabe, qui invente accidentellement le voyage dans le temps ; lui et ses amis l'utilisent pour envoyer des e-mails dans le passé, modifiant ainsi le présent.
- Robotics;Notes est la troisième entrée principale de la série. Il a été initialement publié pour Xbox 360 et PlayStation 3 en 2012[37],[38] ; une version mise à jour, Robotics;Notes Elite, a été publiée en 2014 pour PlayStation Vita  et plus tard portée sur PlayStation 4 et Nintendo Switch[39]. Le jeu suit Kaito et un groupe de personnes dans un club de robotique d'un lycée, qui tentent de construire un robot géant réaliste.
- Chaos;Child est la quatrième entrée principale de la série. Il a été initialement publié pour Xbox One en 2014, et plus tard porté sur PlayStation 3, PlayStation 4, PlayStation Vita[40], Microsoft Windows[41], iOS et Android[42],[43]. C'est une suite thématique de Chaos;Head[44]. L'histoire suit Takuru, qui remarque que deux meurtres récents ont eu lieu aux mêmes dates que les meurtres en série dans le Chaos;Head, et apprend que lui et plusieurs de ses amis sont des futures potentielles cibles.
- Steins;Gate 0 est la cinquième entrée principale de la série. Il a été initialement publié en 2015 pour PlayStation 3, PlayStation 4 et PlayStation Vita[45] et plus tard porté sur Microsoft Windows[46], Xbox One[47] et Nintendo Switch[13]. Une version mise à jour, Steins;Gate 0 Elite, est en cours de développement[48]. Le jeu est une suite de Steins;Gate, qui se déroule pendant sa fin.
- Robotics;Notes DaSH est la sixième entrée principale de la série. Il est sorti sur PlayStation 4 et Nintendo Switch en 2019[1]. Le jeu est une suite de Robotics;Notes, et suit les anciens membres du club de robotique[49].
- Steins;??? (titre provisoire), décrit par Mages comme étant l'équivalent de ce qu'est Chaos;Child pour Chaos;Head mais pour Steins;Gate[3],[50].

### Jeux annexes
- Chaos;Head Love Chu Chu! a été initialement publié pour la Xbox 360 en 2010, et plus tard porté sur PSP[51], PlayStation 3[52] et PlayStation Vita[12]. C'est une comédie romantique spin-off de Chaos;Head[4] tout en étant une suite directe à ses événements.
- Steins;Gate: My Darling's Embrace a été initialement publié pour Xbox 360 en 2010, et plus tard porté sur PSP[53], PlayStation 3[54], PlayStation Vita[55], iOS[56], Nintendo Switch[13], PlayStation 4 et Microsoft Windows[22]. Le jeu suit l'idée « Et si Steins;Gate était un jeu de romance? » où Okabe construit une relation avec les personnages de Steins;Gate[6].
- Steins;Gate: Variant Space Octet [note 2] été publié pour Microsoft Windows en 2011[57]. Il s'agit d'une suite non canonique de Steins;Gate, présenté comme un jeu d'aventure basé sur du texte avec des illustrations 8 bits, où le joueur tape des commandes pour effectuer des actions.
- Steins;Gate: Linear Bounded Phenogram a été initialement publié pour Xbox 360 et PlayStation 3 en 2013[58] et plus tard porté sur PlayStation Vita[59], iOS[60], PlayStation 4, Microsoft Windows[61],[21], et Nintendo Switch. Il se compose de onze histoires parallèles se déroulant dans différentes lignes d'univers. Deux des histoires suivent Okabe, tandis que les autres se concentrent sur d'autres personnages.
- Chaos;Child Love Chu Chu !! est sorti sur PlayStation 4 et PlayStation Vita en 2017. C'est un spin-off de Chaos;Child tout en étant une suite directe de ses événements, dans lesquels Takuru n'a aucun intérêt pour les événements étranges qui se déroulent autour de lui, et passe plutôt du temps avec les personnages féminins du jeu[7].
- 8 bits ADV Steins;Gate [note 3] est sorti sur Nintendo Switch en 2018. C'est un jeu Steins;Gate dans le style des jeux d'aventure des années 1980 sur Famicom (NES).

### Science Visual Novel
- Occultic;Nine a été initialement publié pour PlayStation 4, PlayStation Vita et Xbox One en 2017[62], et devrait être publié sur Nintendo Switch[63]. Il s'agit d'une adaptation de la série de light novels du même nom, et suit Yuta Gamon, qui dirige le blog occulte Kirikiri Basara[10].
- Anonyme;Code devrait être publié sur PlayStation 4, PlayStation Vita et Nintendo Switch en 2021[64],[3].

## Éléments communs
Les jeux Science Adventure présentent tous des histoires du genre science-fiction. Ils utilisent de véritables concepts et théories scientifiques, mais traversent également un territoire fictif, utilisant une science inexacte et des légendes urbaines,. Chaos;Head et Chaos;Child se concentrent sur les individus ayant le pouvoir de modifier la réalité et parlent de sujets tels que la perception, la réalité et l'antimatière, tandis que Steins;Gate et Steins;Gate 0 se concentrent eux sur le voyage dans le temps. Les principaux jeux et leurs retombées se déroulent tous dans le même monde, et bien que jouables séparément, sont liés par l'utilisation du Comité des 300 comme antagoniste. Le Comité, basé sur une vraie théorie du complot, cherche à dominer le monde et est décrit comme très puissant, ayant un contrôle sur les entreprises, les politiciens et les religions, et étant apparemment impossible à battre même avec les voyages dans le temps et les superpuissances.
Les jeux sont des visual novels, dans lesquels le joueur peut influer sur l'issue de l'histoire à travers des choix. Dans Chaos;Head et Chaos;Child, le joueur le fait en contrôlant les types de délires que les personnages contrôlés par le joueur éprouvent : le joueur peut leur faire vivre des délires positifs ou négatifs, ou encore choisir de les laisser rester dans la réalité. Chaos;Child Love Chu Chu !! utilise en outre un questionnaire « oui / non » que le personnage du joueur prend dans les magazines du jeu pour déterminer la direction de l'intrigue. Dans Steins;Gate et Steins;Gate 0, le joueur influe sur l'histoire en utilisant le téléphone portable du personnage contrôlé par le joueur : dans Steins;Gate, cela se fait en choisissant de répondre à certains messages, de passer des appels téléphoniques ou de retirer le téléphone à des fois, car cela affecte les informations que le personnage du joueur apprend et comment il interagit avec les autres personnages, alors que dans Steins;Gate 0, cela se fait en décidant de répondre ou non au téléphone à certains moments. Robotics;Notes fonctionne de la même manière que Steins;Gate, mais avec le lecteur utilisant une tablette et ses applications au lieu d'un téléphone portable.Modèle:Clear left

## Développement

5pb. a coopéré avec JAXA pour apporter plus de réalisme aux histoires de la série ; Shikura a estimé que viser le réalisme rend la série plus crédible à laquelle on peut s'identifier facilement.

La série est planifiée par le PDG de 5pb., Chiyomaru Shikura et est développé par 5pb., Nitroplus, et le studio de concept multimédia de Shikura Chiyomaru Studio, dont ce dernier détient les droits d'auteur de la série,. Naotaka Hayashi a travaillé sur l'écriture de la série, à la fois comme scénariste et comme superviseur de scénario,,,,. Les designers récurrents de personnages incluent Mutsumi Sasaki (Designers dans les jeux Chaos;Head et Chaos;Child), Huke (Designers dans les jeux Steins;Gate), et Tomonori Fukuda (Designers dans les jeux Robotics;Notes),. Les bandes sonores des jeux sont composées par Takeshi Abo et Zizz Studio.
Shikura voulait que la série se déroule dans la réalité, estimant que cela rendait les histoires plus crédibles auxquelles on peut s'identifier facilement ; il a dit qu'il avait personnellement du mal à « adhérer » à la fantasy et qu'il n'était pas convaincu que des gens pouvaient avoir de l'engouement pour des « histoires de fantaisie exagérées ». Pour Steins;Gate, l'équipe de développement visait un taux de « 99% de science et 1% de fantaisie » ; Shikura a dit que le film Retour vers le futur Partie II a eu une influence directe sur Steins;Gate, citant comment il est juste assez crédible pour se sentir réel. Pour Robotics;Notes, 5pb. a coopéré avec JAXA, l'agence japonaise d'exploration aérospatiale, pour apporter plus de réalisme à l'histoire. En raison de l'utilisation par la série de lignes d'univers - des mondes alternatifs - les développeurs utilisent un tableau de corrélations pour suivre les événements dans les histoires des jeux, qui est mis à jour chaque fois qu'ils créent de nouvelles entrées dans la série.
Abo a noté que si tous les jeux font partie d'une même série, leur son a des images différentes ; en les comparant à la météo, il dit que Chaos;Head est pluvieux, Steins;Gate nuageux, Robotics;Notes est pour lui un temps clair sans nuage et que Chaos;Child est orageux. Il a utilisé le même processus pour tous lors de la composition de la musique : il a commencé par lire l'histoire, pour comprendre au mieux le décor et les personnages, et écrire des notes sur le flux émotionnel des jeux et les situations qui se produisent tout au long des histoires. En utilisant ces notes, il a construit des visions du monde musicales pour les jeux, avec beaucoup de poids sur ses premières impressions. Cette approche, bien que plus lente que la simple désignation de chansons dans différents domaines d'un jeu, lui a permis de composer des chansons de meilleure qualité avec une meilleure relation avec les visions du monde des jeux. Il a eu beaucoup de liberté lorsqu'il travaillait sur la série et a pu faire la musique qu'il voulait faire ; il a beaucoup apprécié ce geste. Abo a également pu composer la chanson thème de chaque jeu, et était particulièrement heureux avec la chanson thème de Steins;Gate, « Gate of Steiner » qu'il a fait dans le but qu'elle soit capable représenter l'ensemble du jeu à elle toute seule.

## Accueil
| Jeu                                   | Famitsu | Metacritic |
| ------------------------------------- | ------- | ---------- |
| Chaos;Head                            | 32/40   | -          |
| Steins;Gate                           | 34/40   | 87/100     |
| Chaos;Head Love Chu Chu!              | 26/40   | -          |
| Steins;Gate: My Darling's Embrace     | 30/40   | 73/100     |
| Robotics;Notes                        | 30/40   | 80/100     |
| Steins;Gate: Linear Bounded Phenogram | 34/40   | -          |
| Chaos;Child                           | 31/40   | 76/100     |
| Steins;Gate 0                         | 35/40   | 81/100     |
| Occultic;Nine                         | 33/40   | -          |
| Robotics;Notes DaSH                   | 31/40   | -          |

Les jeux ont également reçu des critiques généralement positives, tant au Japon qu'en Occident. Les critiques ont apprécié l'histoire,, la musique, les éléments visuels, et la mise en œuvre des éléments de gameplay dans l'introduction du visual novel, bien que certains aient noté à quel point il est compliqué et difficile de déverrouiller certaines routes,. Anime News Network a écrit que la série a des mystères bien cadencés et utilise des concepts créatifs, mais que les conclusions ne sont souvent pas aussi bonnes que les mises en scène.
En 2009, Steins;Gate a remporté le prix annuel « Prix d'excellence » de Famitsu. RPGFan a inclus Steins;Gate dans une liste des 30 jeux de rôle essentiels de 2010–2015, le qualifiant de l'un des meilleurs visual novels sur le marché. Il a également été nommé pour les Golden Joystick Awards pour le prix du meilleur jeu portable / mobile de 2015.

### Ventes
La série Science Adventure a été un succès commercial pour Mages, avec la sortie de Chaos;Head et Steins;Gate les aidant à les établir en tant que développeur de jeux. En juin 2011, les ventes de Steins;Gate ont dépassé les 300 000 exemplaires vendus, ce que Shikura a noté comme un succès pour son genre. Un an plus tard, il a révélé qu'il y avait eu plus de 80 000 précommandes pour Robotics;Notes, ce qui était une grande amélioration par rapport aux nombre de précommandes pour la version originale de Steins,Gate. Steins;Gate 0 a également bien marché sur le plan commercial, vendant 100 000 exemplaires dès de son premier jour, portant les ventes combinées de tous les jeux Steins;Gate au-delà d'un million d'exemplaires. Cependant, la version originale de Chaos;Child n'a pas réussi à figurer dans la liste des 50 meilleures ventes hebdomadaires de Media Create au Japon avec des ventes estimées à 1 415 exemplaires.
Les versions sur console anglaise de Steins,Gate ont « phénoménalement » bien fonctionné, une grande majorité des copies vendues étant de la version PlayStation Vita ; selon Geraint Evans, directeur du marketing de PQube, c'est le jeu qui a permis à PQube de percer et de se faire remarquer en tant qu'éditeur. La version PC internationale de Steins;Gate Elite a été l'un des nouveaux jeux les plus vendues du mois sur Steam,.

## Médias connexes et autres apparitions
En plus des jeux, la série a eu des adaptations et des retombées dans plusieurs types de médias, tels que des drames audio, des pièces de théâtre, des light novels et des mangas,. Il y a aussi eu des adaptations en animes des cinq premiers jeux de la série principale - Chaos;Head (2008), Steins;Gate (2011), Robotics;Notes (2012-2013), Chaos;Child (2017), et Steins;Gate 0 (2018) – et également pour Occultic;Nine (2016). La série animée Steins;Gate a reçu une suite en film toujours en anime appelé Load Region of Déjà Vu, qui a été créée en 2013. Une série télévisée Steins;Gate est également en production par Skydance Television. Il existe plusieurs albums de musique contenant les bandes originales des jeux, ainsi que des albums contenant de nouveaux arrangements.
Les personnages de Steins;Gate Kurisu Makise et Mayuri Shiina apparaissent dans le jeu vidéo de rôle 2012 Nendoroid Generation. Kurisu apparaît également comme un personnage jouable avec le personnage principal de Chaos;Head Rimi Sakihata dans le jeu de combat de 2011 Phantom Breaker et avec le personnage de Robotics;Notes Frau Koujiro dans le jeu de 2013 Phantom Breaker: Battle Grounds,. Plusieurs personnages Steins;Gate apparaissent également en tant que boss dans le jeu de rôle 2013 Divine Gate.